# Corregimiento de Garabito
El Corregimiento de Garabito fue una unidad administrativa del Reino de Guatemala, ubicada en la vertiente del Pacífico de Costa Rica, en territorios que estuvieron en el siglo XVI bajo la autoridad del famoso cacique Garabito. El Corregimiento de Garabito aparece ya mencionado en un documento de 8 de mayo de 1604, en el cual se designa como Corregidor a Alonso González. Es posible que se trate del mismo Corregimiento de Chomes, existente desde 1570. Para 1660, cuando se suprimieron los Corregimientos de Costa Rica, ya se había extinguido y su territorio estaba bajo la autoridad del Gobernador residente en Cartago, aunque el pueblo de Santa Catalina de Garabito, que era su cabecera, subsistió todavía algunos años más.